# Morten Meldal
Morten Peter Meldal, född 16 januari 1954 i Köpenhamn, är en dansk kemist. År 2022 tilldelades han Nobelpriset i kemi tillsammans med Carolyn Bertozzi och Karl Barry Sharpless för utvecklingen av klickkemi och bioortogonal kemi.
Meldal är professor i kemi vid Köpenhamns universitet.
Han doktorerade i kemiteknik på Danmarks Tekniske Universitet på en avhandling om syntetisk kemi i oligosackarider. Från 1983 till 1988 forskade han inom organisk kemi vid de båda universiteten och mellan 1985 och 1986 var han  postdoktor på Universitetet i Cambridge.
Meldal arbetade för Carlsberg i 22 år innan han tillträdde som professor i nanokemi på Köpenhamns universitet den 1 mars 2011.